# 風につれなき
『風につれなき』（かぜにつれなき）は、鎌倉時代に成立した擬古物語。作者不詳。『風葉和歌集』にはこの物語に収められた和歌が46首も採られていることから、鎌倉時代屈指の長編物語と考えられるが、現在は冒頭の、しかもストーリーを短縮して編集したとおぼしき1巻のみが現存する。『風につれなき物語』とも呼ばれる。
題名の由来は不明だが、男君たちに対する女主人公の「風につれなき」態度を表したものと考えられている。病気・死・出家の描写や世のはかなさを嘆く歌が多いことから、『源氏物語』特に宇治十帖の影響を色濃く受けている。

## 成立年代
『風につれなき』の正確な成立年代は不明である。しかし『無名草子』にはこの物語に触れた記述がないことから、『無名草子』が成立したと推定される建久7年（1196年）から建仁2年（1202年）以後に書かれたと考えられる。またこの物語中の和歌が『風葉和歌集』に収録されていることから、『風葉和歌集』が成立した文永8年（1271年）以前には成立していたと考えられる。いずれにせよ、鎌倉時代前期から中期にかけて成立したと推定されている。

## 粗筋
- 故関白には長男の関白左大臣・次男の右大臣左大将・長女の大宮（吉野帝の母）・次女の式部卿宮北の方がいる。兄関白には2人の美しい娘がおり、長女（姉姫）は弘徽殿女御として吉野帝に入内して寵愛を受け、やがて中宮となる。弟右大臣には三位中将・藤壺女御などの子供がいる。その後、藤壺女御（弟右大臣の娘）が吉野帝の子を懐妊するが、皇子誕生を願う弟右大臣の熱心な祈祷もむなしく、生まれたのは皇女（女一の宮）だった。4年後、関白の次女（妹姫）は美しく成長し、吉野帝と権中納言（もとの三位中将）から好意を寄せられるがつれなく拒絶する。その後、弘徽殿中宮は皇子（堀川帝）を産むが、妹姫に皇子の養育を頼んで崩御する。吉野帝は残された妹姫に入内を催促し、また権中納言も妹姫に言い寄るが、皇子の養育に専念する妹姫はつれない態度を崩さない。

- その後の部分は現存しないが、『風葉和歌集』に収録された和歌の内容から妹姫は独身のまま皇子（堀川帝として即位する）の准母として女院となったらしい[2]。